# Larcasia elia
Larcasia elia is een schietmot uit de familie Goeridae.
De soort komt voor in het Oriëntaals gebied.